# Plectocephalus
Die Plectocephalus bilden eine artenarme Pflanzengattung in der Unterfamilie der Carduoideae innerhalb der Familie der Korbblütler (Asteraceae).

## Beschreibung

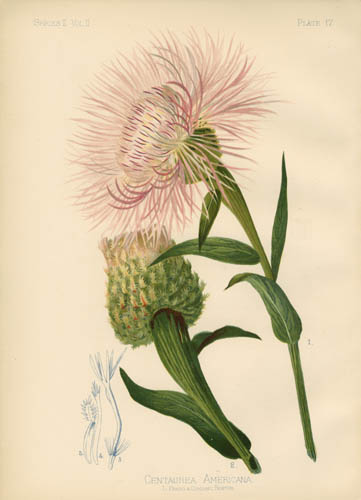
Illustration von Plectocephalus americanus

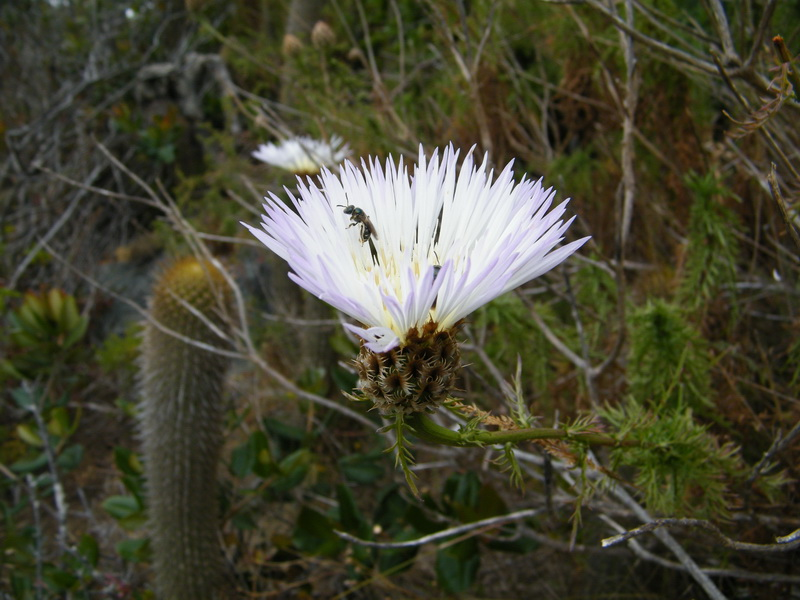
Blütenkorb von Plectocephalus chilensis

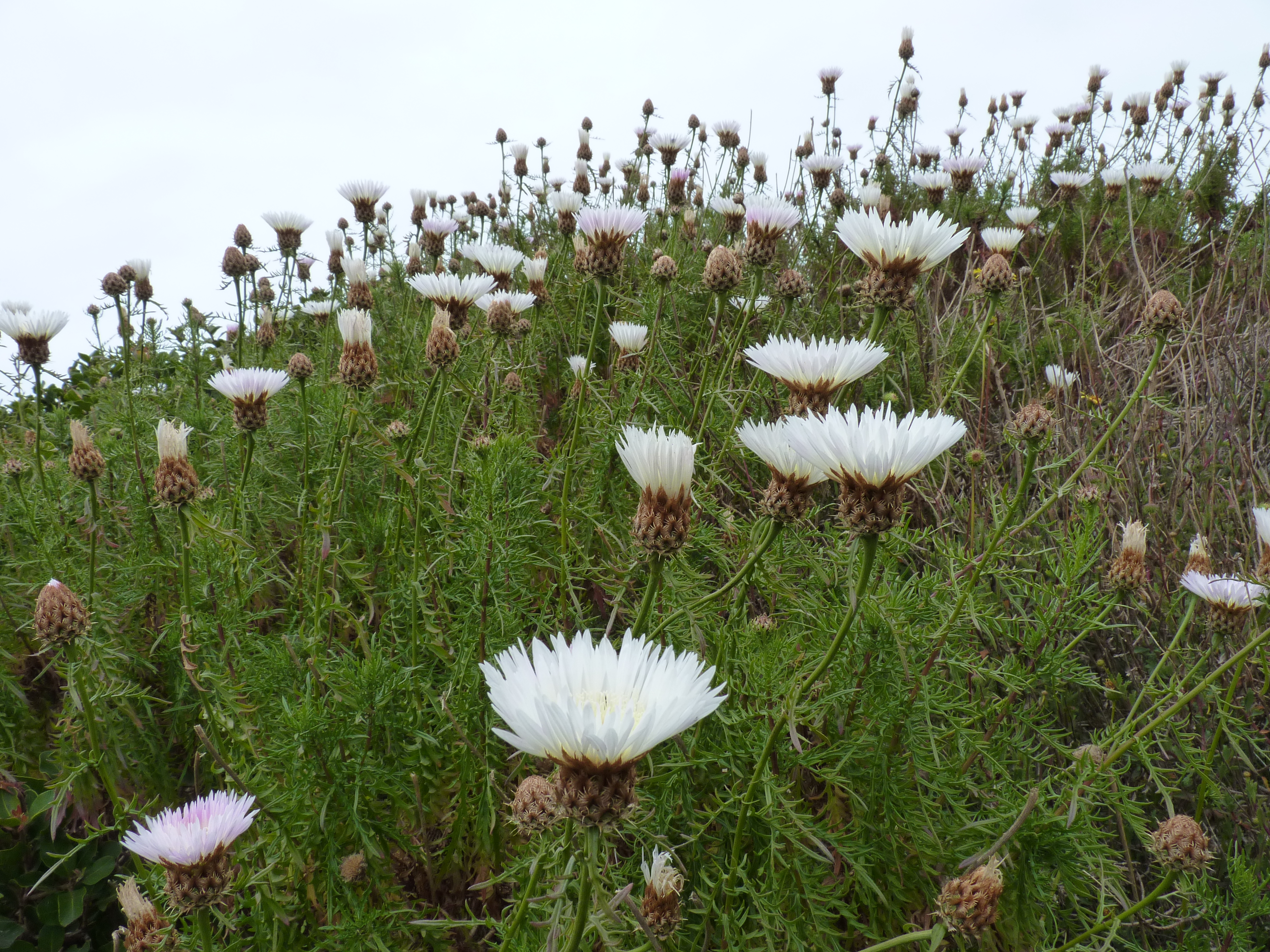
Bestand von Plectocephalus chilensis

### Vegetative Merkmale
Plectocephalus-Arten sind einjährige krautige Pflanzen, die je nach Art Wuchshöhen von 30 bis 200 Zentimetern erreichen. Im Gegensatz zu vielen Gattungen der Tribus Cynareae sind sie nicht dornig. Die aufrechten Stängel sind verzweigt.
Die wechselständig, grundständig und am Stängel verteilt angeordneten Laubblätter sind gestielt oder ungestielt. Die Blattränder sind ganz oder gezähnt. Die Blattoberflächen sind filzig behaart und winzig drüsig punktiert.

### Generative Merkmale
Die körbchenförmigen Blütenstände stehen einzeln oder in offen verzweigten Blütenständen zusammen. Die Blütenkorbschäfte sind röhrig. Die eiförmige bis halbkugelige oder glockenförmige Korbhülle besitzt einen Durchmesser von 3 bis 6 Zentimetern. In acht bis über zehn Reihen stehen dachziegelartig angeordnet die ungleichen, schmalen Hüllblätter. Die Hüllblätter besitzen einen ganzen Rand und Spitzen mit den namensgebenden gefransten Anhängseln. Der Korbboden ist flach. Die Spreublätter sind borstig.
Die Blütenkörbe enthalten viele Blüten. Wie bei den anderen Carduoideae sind auch hier, im Gegensatz zu den anderen Unterfamilien, nur Röhrenblüten vorhanden. Die randlichen Röhrenblüten sind ungeschlechtig, steril, mehr oder weniger zygomorph und vergrößert, sie sind rosa- bis purpurfarben. Die inneren Röhrenblüten sind fertil und radiärsymmetrisch oder zygomorph mit sehr schlanken und langen Kronröhren; sie sind rosa- oder purpurfarben, cremefarben bis hellgelb. Die Staubbeutel sind geschwänzt und besitzen Anhängsel.
Die verkehrt-eiförmigen oder fassförmigen Achänen sind mehr oder weniger zusammengedrückt und besitzen ein kleines Elaiosom an einer Seite. Der früh abfallende Pappus besteht aus ein bis drei Reihen kurzer Borsten, die winzig gebärtet sind.

## Systematik und Verbreitung
Die Gattung Plectocephalus gehört zur Subtribus Centaureinae aus der Tribus Cynareae in der Unterfamilie der Carduoideae innerhalb der Familie der Korbblütler (Asteraceae). Plectocephalus ist Teil einer basalen Gruppe in den Centaureinae und ist nicht nah verwandt mit Centaurea im engen Sinne.
Die Arten aus der Neuen Welt der Sektion Centaurea L. sect. Plectocephalus (D.Don) DC. wurden aus der Gattung Centaurea L. ausgegliedert und bildet die reaktivierte Gattung Plectocephalus D.Don. Der Gattungsname Plectocephalus wurde bereits 1830 von David Don in Robert Sweet: The British Flower Garden, Serie 2, 1, plate 51 veröffentlicht. De Candolle stellte diese Arten dann als Sektion in die Gattung Centaurea. Der botanische Gattungsname Plectocephalus setzt sich zusammen aus den griechischen Wörtern plektos für „gewebt“ und kephale für „Kopf“ und nimmt Bezug auf die verflochtenen Fransen der Hüllblätter. Die Gattung Plectocephalus enthält nur ursprünglich aus Nord- bis Südamerika stammende Arten.
Die in Europa, dem Mittelmeerraum und in Vorderasien verbreiteten Arten verbleiben in der Gattung Centaurea. Bei Plectocephalus kommt nur ein Chromosomensatz von x = 13 vor, dagegen bei Centaurea von x = 8, 9, 10, 11, 12, 13 oder 15. Morphologisch unterscheiden sich die Plectocephalus nur wenig von den abgeleiteten und vielgestaltigen Centaurea.
Mindestens die beiden in den USA und Mexiko beheimateten Arten werden als Zierpflanzen verwendet und sind in einigen Gebieten verwildert.
Zur Gattung Plectocephalus gehören zwei bis vier Arten:
- Amerikanische Flockenblume (Plectocephalus americanus (Nuttall) D.Don, Syn.: Centaurea americana Nuttall): Die Heimat sind in den USA die Bundesstaaten: Arizona, Arkansas, Kansas, Louisiana, Missouri, Oklahoma sowie Texas und in den Mexiko die Bundesstaaten: Chihuahua, Coahuila, Nuevo León, San Luis Potosí und Tamaulipas. Eine Sorte heißt ‘Jolly Joker’.
- Plectocephalus chilensis G.Don ex Loudon: Die Heimat ist Chile.
- Rothrocks Flockenblume (Plectocephalus rothrockii (Greenman) D.J.N.Hind, Syn.: Centaurea rothrockii Greenman): Die Heimat sind die US-Bundesstaaten: Arizona, New Mexico und die mexikanischen Bundesstaaten: Chihuahua, Durango, Sinaloa und Sonora.